# Coccodentalium gemmiparum
Coccodentalium gemmiparum är en blötdjursart som först beskrevs av James Cosmo Melvill 1909.  Coccodentalium gemmiparum ingår i släktet Coccodentalium och familjen Dentaliidae. Inga underarter finns listade i Catalogue of Life.